# Ducado de Estiria
El Ducado de Estiria (en alemán: Herzogtum Steiermark; en esloveno: Vojvodina Štajerska) fue un ducado situado en lo que hoy es el sur de Austria y el norte de Eslovenia. Formó parte del Sacro Imperio Romano Germánico hasta su disolución en 1806 y del Imperio austrohúngaro hasta su disolución en 1918. Fue creado por Federico I Barbarroja en 1180, al ascender a Otakar IV de la Marca de Estiria al rango de duque tras la caída de Enrique el León el año anterior. Otakar fue el primer y último duque de la antigua dinastía Otakar.
Con la muerte de Otakar en 1192, la región pasó a la familia Babenberg, gobernantes de Austria, tal como se estipuló en el Pacto de Georgenberg. Tras su extinción, pasó sucesivamente por las manos del Reino de Hungría (1254-60), Otakar II de Bohemia (1260-76) y los Habsburgo, que le proporcionaron duques de su propia estirpe durante los años 1379-1439 y 1564-1619.
En tiempos de las invasiones otomanas, en los siglos XVI y XVII, el país sufrió severamente y quedó, en gran medida, despoblado. Los turcos realizaron casi 20 incursiones en Estiria; iglesias, monasterios, ciudades y pueblos fueron destruidos y saqueados, mientras que la población fue asesinada o reducida a la esclavitud.
En la caída de Austria-Hungría, una de las secuelas de la Primera Guerra Mundial, la Austria Alemana reclamó para sí toda la Cisleitania. Con el Tratado de Saint-Germain-en-Laye, Austria-Hungría fue dividida siguiendo fronteras étnicas, de manera que la mayor parte de Estiria (Alta Estiria, conservando la capital ducal en Graz) permaneció en la Primera República de Austria, y el tercio sur (Baja Estiria, con su capital en Maribor) pasó al Estado de los Eslovenos, Croatas y Serbios, para convertirse finalmente en parte de la moderna Eslovenia.

## Duques de Estiria
- Otakar IV (1180–1192), margrave desde 1164

Casa de Babenberg
- Leopoldo V (1192–1194)
- Leopoldo VI (1194–1230)
- Federico II (1230–1246)

Premislidas
- Otakar II de Bohemia (1251–1278), against

Casa de Árpad
- Bela IV de Hungría (1254–1258), pretendiente
- Esteban V de Hungría (1258–1260), pretendiente

Casa de Habsburgo
- Rodolfo I (1278–1282)
- Alberto I (1282–1308)
  - Rodolfo II (1282–1283)
  - Rodolfo III (1298–1307)
- Federico de Habsburgo, el Hermoso (1308–1330)
  - Leopoldo I (1308–1326)
- Alberto II (1330–1358)
  - Otón de Austria (1330–1339)
- Rodolfo IV (1358–1365)
- Alberto III (1365–1379)
  - Leopoldo III (1365–1386)

Línea leopoldina
- Guillermo (1386–1406)
- Ernesto I (1406–1424)
- Federico III de Habsburgo (1424–1493)
  - Alberto VI (1424–1463)
- Maximiliano I de Habsburgo (1493–1519)
- Carlos I de España (1519–1521)
- Fernando I del Sacro Imperio Romano Germánico (1521–1564)
- Carlos II (1564–1590)
- Fernando II de Habsburgo (1590–1637)